# Partition d'un ensemble
Pour les articles homonymes, voir Partition.
En particulier en mathématiques, ne pas confondre avec la notion de partition d'un entier, ni celle de partition de l'unité.

Les 52 partitions d'un ensemble à 5 éléments. Les points noirs représentent les éléments de l'ensemble. Une région colorée correspond à un bloc de la partition qui regroupe plusieurs points noirs. Un point noir isolé signifie que cet élément appartient à un bloc qui est un singleton.

En mathématiques, une partition d'un ensemble X est un ensemble de parties non vides de X deux à deux disjointes et dont l'union est X. 

## Définition
Soit un ensemble X. Un ensemble {\displaystyle {\mathcal {P}}} de parties de X est une partition de X si :
- aucune de ces parties n'est vide   ({\displaystyle \forall Y\in {\mathcal {P}},Y\neq \emptyset }) ;
- leur union est égale à X ;
- elles sont deux à deux disjointes ({\displaystyle \forall Y_{1},Y_{2}\in {\mathcal {P}},Y_{1}\neq Y_{2}\Rightarrow Y_{1}\cap Y_{2}=\emptyset }) .

Les éléments d'une partition sont parfois appelés des classes ou des blocs.
Dans le cas fini, on définit aussi des partitions ordonnées comme des m-uplets {\displaystyle (X_{1},X_{2},\ldots ,X_{m})} tels que l'ensemble{\displaystyle \{X_{1},X_{2},\ldots ,X_{m}\}} est une partition de X.

## Exemples
L'ensemble {1, 2, 3} a les partitions suivantes :
- { {1}, {2}, {3} } ;
- { {1, 2}, {3} } ;
- { {1, 3}, {2} } ;
- { {1}, {2, 3} } ;
- et { {1, 2, 3} }.

Remarquons que :
- { ∅, {1, 3}, {2} } n'est pas une partition parce qu'elle contient l'ensemble vide ∅ ;
- { {1, 2}, {2, 3} } n'est pas une partition parce que l'élément 2 appartient à plus d'une partie ;
- { {1}, {2} } n'est pas une partition de {1, 2, 3} car l'union de tous les éléments est {1, 2} ; c'est une partition de {1, 2}.

Dans le cas où tous les éléments de la partition ont même cardinal, on retrouve le cas du lemme des bergers.
La partition vide est une partition de l'ensemble vide (c'est d'ailleurs la seule) puisque tous ses éléments (il n'y en a aucun) ont toutes les propriétés souhaitables (ici : être non vides et disjoints) et que leur union est vide (par définition).

## Partitions et relations d'équivalence
Si une relation d'équivalence est donnée sur l'ensemble X, alors l'ensemble de toutes les classes d'équivalence forme une partition de X. Inversement, si une partition {\displaystyle {\mathcal {P}}} de X est donnée, alors nous pouvons définir une relation d'équivalence sur X notée ~, par x ~ y si et seulement s’il existe, parmi les éléments de {\displaystyle {\mathcal {P}}}, une partie de X qui contient à la fois x et y. Les notions de relation d'équivalence et de partition sont donc fondamentalement équivalentes.

## Ordre partiel sur les partitions
L'ensemble de toutes les partitions d'un ensemble non vide X est partiellement ordonné : par définition, une partition est plus fine qu'une autre si elle fractionne les éléments de l'autre en de plus petites parties. Cet ordre partiel forme un treillis complet dont le plus petit élément (la partition la moins fine) est la partition grossière en une seule partie (X) et le plus grand (la partition la plus fine) est la partition en singletons.

## Dénombrements dans le cas fini
- Le nombre de partitions d'un ensemble à n éléments en exactement k sous-ensembles est le nombre de Stirling de seconde espèce S(n, k) ; le nombre total de partitions est alors {\displaystyle B_{n}=\sum _{k=0}^{n}S(n,k)}, appelé nombre de Bell.
- Le nombre de partitions ordonnées d'un ensemble à n éléments (des familles de parties ayant les trois propriétés ci-dessus, au lieu d'ensembles de parties) est {\displaystyle F_{n}=\sum _{k=0}^{n}k!S(n,k)}, appelé nombre de Fubini.

- Si un ensemble X possède {\displaystyle n\times m} éléments, le nombre de partitions ordonnées de X  en n parties à m éléments chacune est le coefficient multinomial {\displaystyle \underbrace {n\times m \choose {m,m,\ldots ,m}} _{n}={\frac {(nm)!}{(m!)^{n}}}} ; le nombre de partitions (non ordonnées) en n parties à m éléments est donc {\displaystyle {\frac {(nm)!}{(m!)^{n}n!}}} ; voir la suite A060540 de l'OEIS.  Dans le cas où {\displaystyle m=2}, une telle partition s'appelle une partition par paires.

- Le nombre de partitions différentes d'un ensemble à n éléments indiscernables est le nombre {\displaystyle p(n)}de partitions d'un entier.

## Partitions par paires
Tout ensemble infini admet au moins une partition par paires (si l'on suppose vrai l'axiome du choix)[réf. nécessaire].